# The Original Jill Scott from the Vault, Vol. 1
Albums de Jill Scott
The Light of the Sun
(2011) Golden Moments
(2015)
The Original Jill Scott from the Vault, Vol. 1 est le quatrième album studio de Jill Scott, sorti le 21 juin 2011.
L'opus comprend des titres inédits de la chanteuse enregistrés lorsqu’elle était signée sur le label Hidden Beach.
L'album s'est classé 6e au Top R&B/Hip-Hop Albums et 28e au Billboard 200.

## Liste des titres
| No  | Titre                                                                                 | Auteur                                               | Contient un (des) sample(s) de             | Durée |
| --- | ------------------------------------------------------------------------------------- | ---------------------------------------------------- | ------------------------------------------ | ----- |
| 1.  | Love to Love (Prelude) (Produit par Jill Scott)                                       |                                                      |                                            | 0:24  |
| 2.  | I Don't Know (Gotta Have You) (Produit par Carvin Haggins et Ivan Barias)             | Ivan Barias, Scott                                   | Got to Find My Own Place de Stanley Clarke |       |
| 3.  | Wondering Why? (You Don't Talk to Me) (Produit par Anthony Bell)                      | Anthony Bell, Scott                                  |                                            | 3:49  |
| 4.  | The Light (Original Mix) (Produit par Dre and Vidal)                                  | Vidal Davis, Andre Harris, Scott                     |                                            | 4:10  |
| 5.  | Wake Up Baby (Produit par Ronald « Pnut » Frost)                                      | Ronald Frost, Scott                                  |                                            | 3:54  |
| 6.  | Lovely Day (Produit par DJ Jazzy Jeff)                                                | Skip Scarborough, Bill Withers                       |                                            | 4:16  |
| 7.  | Dear Mr. & Mrs. Record Industry (Produit par Ronald « Pnut » Frost)                   | Frost, Scott                                         |                                            | 3:40  |
| 8.  | Love to Love (Produit par Alric and Boyd)                                             | Scott                                                |                                            | 3:36  |
| 9.  | Running Away (Produit par Adam Blackstone, George « Spanky » McCurdy et Eric Wortham) | Adam Blackstone, George McCurdy, Scott, Eric Wortham |                                            | 5:24  |
| 10. | I'm Prettier (Produit par Pete Kuzma)                                                 | Pete Kuzma, Scott                                    |                                            | 4:12  |
| 11. | Comes to the Light (Everything) (Produit par Ronald « Pnut » Frost)                   | Frost, Scott                                         |                                            | 4:46  |
| 12. | Holding On (Produit par Adam Blackstone, George « Spanky » McCurdy et Eric Wortham)   | Blackstone, McCurdy, Scott, Wortham                  |                                            | 4:53  |

| 13. | The Light (Piano Mix) (Produit par Dre and Vidal)                                                        | Davis, Harris, Scott           | 3:13 |
| 14. | And I Heard... (Do You Understand) (Live at the House of Blues) (Produit par Jill Scott)                 | Scott                          | 9:49 |
| 15. | North Side Philly Love (Live at the Hidden Beach Launch Party) (Enhanced Video) (Produit par Jill Scott) | Mary Christine Brockert, Scott |      |